# ماهی‌دزد
ماهی‌دزد (نام علمی: Ichthyolestes pinfoldi) نام یک سرده منقرض‌شده از تیره پاک‌نهنگان است.